# Xenoscelis
Xenoscelis é um género de coleópteros da família Erotylidae, subfamília Xenoscelinae.

## Espécies
- Xenoscelis deplanatus[3][4][5]
- Xenoscelis costipennis[4][5]
- Xenoscelis lauricola[4][5]

Outras
- Xenoscelis hiranoi[6]
- Xenoscelis prolixus[6]
  - Espécie provavelmente fitófaga ou saprófaga, a julgar pelos hábitos alimentares de taxones relacionados[7]